# Жыве Беларусь! (фильм)
«Жыве Беларусь!» (бел. Жыве́ Белару́сь!, бел. лат. Žyvie Biełaruś!, пол. Żywie Biełaruś!, англ. Viva Belarus!) — польский художественный фильм, снятый режиссёром Кшиштофом Лукашевичем по рассказу журналиста Франтишка Вечёрко. Премьера фильма состоялась 22 мая 2012 года на 65-м Каннском кинофестивале. Распространением фильма в Польше занимается польская компания Kino Świat, в мире — итальянская Intramovies.

## Сюжет
По словам создателей, фильм посвящён реальным событиям в современной Беларуси, в частности, политическому режиму президента Александра Лукашенко.
Действие картины происходит с 2009 по 2010 год в Беларуси. Главный герой фильма — 23-летний белорусский рокер Мирон Захарко. Он не интересуется политической ситуацией в стране. Из-за сердечной недостаточности и других заболеваний, полученных, как шутит Мирон, в результате влияния последствий чернобыльской катастрофы, военная комиссия даёт ему отсрочку от армии. Девушка Мирона Вера, в отличие от него, является сторонницей белорусской оппозиции.
На одном из концертов группа Мирона «ФорZа» исполняет композицию про революцию (никак не относя её к оппозиционному движению в Беларуси), а затем Змитер — один из музыкантов группы — против воли Мирона провоцирует толпу на скандирование политических лозунгов. Мирон пытается успокоить публику, предупреждает толпу о том, что их текущие действия опасны для них, однако это не помогает. В результате концерт разгоняют при помощи дымовых шашек и слезоточивого газа, а деятельность группы власти обещают отныне строго контролировать. Мирона задерживают сотрудники КГБ и доставляют его в военный комиссариат. Медкомиссия на заседании аннулирует его диагнозы, не давая парню возможности оспорить их решение. После избиения в военкомате Мирона отправляют в воинскую часть, находящуюся в зоне отчуждения Чернобыльской АЭС.
В армии Мирон вместе с остальными молодыми солдатами терпит жёсткую дедовщину. Втайне от остальных бойцов Захарко общается с Верой, рассказывая ей о своей жизни в армии, а она, пользуясь полученной от Мирона информацией, ведёт блог от имени анонимного солдата в виде дневника. Блог становится очень популярным и привлекает внимание министерства обороны. Мирон попадает под подозрения, что он и является автором. Веру посещают сотрудники КГБ и конфискуют у неё жёсткий диск как вещественное доказательство.
Во время репетирования воинской присяги один из молодых солдат — Серый — отказывается принимать её на русском языке, требуя разрешения произнести текст присяги по-белорусски. Офицеры отказывают ему. Вечером Серого находят окровавленным, с серьёзными ранениями. Во время визита вице-министра обороны в часть Мирон обращается к нему с просьбой помочь с легализацией белорусского языка в армии путём издания устава на этом языке. В итоге Мирона наказывают гауптвахтой. Это вызывает волнения среди оппозиционной молодёжи: на улицах Минска организовываются митинги, народ требует свободы белорусского языка. Становится известно, что автор дневника — Мирон. Люди развешивают по Минску плакаты с изображением Мирона, делают граффити, размещают изображения в интернете. Министерство обороны объявляет о выпуске устава на белорусском языке.
В преддверии приезда тележурналистов командование части требует, чтобы Мирон дал им интервью, сказав, что вёл блог из чувства мести за то, что его забрали в армию, но теперь раскаивается в этом. Мирона вновь отвозят на гауптвахту, где старослужащие жестоко его избивают. Силовики врываются в дом Мирона и Веры, печатающей там новые агитационные плакаты; в её комнате создают беспорядок, делая её похожей на притон, а самой Вере вкалывают наркотик. Журналисты снимают комнату и включают данные кадры в телерепортаж, посвящённый оппозиционерам.
Мирон решает баллотироваться на местные выборы, о чём и объявляет в обещанном интервью. Захарко, пробравшийся в служебные помещения участка, во время подсчёта голосов узнаёт о своей победе, но становится свидетелем фальсификации. Он снимает махинации с голосами на камеру своего телефона. За Мироном, прячущимся в избирательном участке, приезжает замполит с солдатами, и Захарко убегает. После продолжительного бега от преследующего его автомобиля парень теряет сознание. Он переживает инсульт, и его комиссуют из армии.
Выйдя на гражданку, Мирон выкладывает в интернет видеозапись фальсификации выборов. Это происходит после президентских выборов в Беларуси 2010 года, на которых, в соответствии с официальным итогом, победу одерживает Александр Лукашенко. Захарко принимает участие в массовой акции протеста на Площади Независимости. Фильм заканчивается тем, что Мирон оказывается в числе задержанных милицией участников акции.

## Актёры
| Актёр               | Роль                         |
| ------------------- | ---------------------------- |
| Дмитрий Папко       | Мирон Захарко (главная роль) |
| Каролина Грушка     | Вера (главная роль)          |
| Александр Молчанов  | замполит                     |
| Роман Подоляко      | Змитер                       |
| Александр Помидоров | ведущий «Радио Рация»        |
| Вадим Афанасьев     | офицер КГБ                   |
| Анатолий Кот        | вице-министр обороны         |
| Павел Криксунов     | «дед» Руслан                 |
| Лех Лотоцкий        | отец Пашки                   |
| Денис Тарасенко     | «дед» Щука                   |
| Франтишек Вечёрко   | милиционер                   |

## Создание и поддержка фильма
Создателем фильма стала польская государственная киностудия «Wytwórnia filmów dokumentalnych i fabularnych». Для съёмок картины Польским институтом киноискусства, Министерством культуры Польши и французским телеканалом Canal+ было выделено 6 миллионов польских злотых (примерно 1,9 млн. долларов США). Режиссёром выступил поляк Кшиштоф Лукашевич, известный по фильму «Линч», сценаристом стал он же совместно с белорусским общественным деятелем и оппозиционером Франтишком Вечёрко, факты из жизни которого и легли в основу сюжета. Съёмки картины велись с ноября по декабрь 2011 года в Польше.
9 февраля 2012 года на Берлинском кинофестивале был показан трейлер фильма. Сам фильм был показан 22 и 23 мая 2012 года на 62-м Каннском кинофестивале в рамках кинорынка. После этого трейлер фильма был опубликован в интернете. 23 июля в Варшаве состоялся закрытый показ фильма. Мировая премьера картины была запланирована на сентябрь 2012 года.
В августе 2012 года создатели фильма сообщили о том, что мировым дистрибьютором фильма станет итальянская компания Intramovies. Премьера окончательной версии картины была запланирована на осень 2012 года, а выход ленты в прокат был перенесён на весну 2013. В начале 2013 года была заявлена новая дата выхода фильма в прокат — 19 апреля 2013.
28 февраля 2013 года появилась информация о том, что фильм «Жыве Беларусь!» включён в конкурсную программу XX международного кинофестиваля Febiofest в категории «Новая Европа». Конкурс прошёл с 14 по 22 марта в Праге. Фильм «Жыве Беларусь!» был показан на мероприятии 19 марта. Картина заняла второе место, уступив гран-при фильму «Сломленные» британского режиссёра Руфуса Норриса.
17 апреля 2013 года в варшавском Дворце культуры и науки состоялась польская премьера фильма. На киносеансе присутствовали известные польские политики. Перед показом фильма состоялась краткая встреча его создателей со зрителями.

## Влияние фильма
В начале августа 2012 года появилась информация о том, что белорусская государственная киностудия «Беларусьфильм» расторгла с актёром Анатолием Котом, ранее сыгравшим в фильме «Жыве Беларусь!» одну из главных ролей, контракт на его съёмки в сериале «Следы апостолов», несмотря на то, что к началу работ всё уже было подготовлено. Сам актёр рассказал об этом, подтвердив также то, что данное расторжение контракта связано именно с его участием в фильме «Жыве Беларусь!».
В апреле 2013 года Дмитрий Папко, сыгравший в фильме главную роль, заявил, что по прибытии в Беларусь после съёмок «Жыве Беларусь!» его начали преследовать белорусские спецслужбы: артиста вызывали на допросы, на него писались доносы; диагнозы, дававшие артисту отсрочку от армии, были аннулированы. Кроме того, по словам Дмитрия, ему «фактически без оснований» запретили выезд за границу. В настоящее время актёр находится вне Беларуси и опасается возвращаться в страну. Согласно белорусским оппозиционным СМИ, на родине ему угрожает либо тюрьма, либо служба в армии.
Фильм «Жыве Беларусь!» был подвергнут критике белорусским посольством в Польше. Посол Беларуси Виктор Гайсёнок написал польскому дистрибьютору фильма Kino Świat письмо, согласно которому «ни один из показанных в ленте фрагментов не имеет ничего общего с реальностью, а попросту демонстрирует больную фантазию автора сценария». Образ ситуации в Белоруссии, созданный в фильме, был охарактеризован как «фальшивый», а сам фильм и его распространение названы попыткой поссорить Беларусь и Польшу. Виктор Гайсёнок призвал польского дистрибьютора отказаться от распространения фильма и показа его в кинотеатрах.
8 сентября 2013 года белорусский режиссёр Андрей Курейчик опубликовал информацию о том, что Министерство культуры Республики Беларусь при поддержке Администрации президента страны начало работу над художественным фильмом «Авель», который, согласно Курейчику, станет «официальным ответом на фильм „Жыве Беларусь!“». Продюсер Сергей Жданович подтвердил, что один из фрагментов фильма будет посвящён событиям акции протеста на минской Площади Независимости. Сергей Жданович высказал мнение, что будущий фильм не будет занимать лишь одну политическую позицию, а покажет историю объективно. Белорусская премьера фильма состоялась в 2015 году под названием «Мы, Братья»; зарубежной аудитории фильм был представлен в 2016 году под названием «Код Каина».

## Награды и участие в фестивалях
- «Лучший сценарий» — Международный Брюссельский кинофестиваль (2013)[24]
- «Лучший фильм» — Международный кинофестиваль в Стамбуле «Преступление и наказание» (2013)[25]
- «Лучший фильм» — Международный кинофестиваль исторических и военных фильмов в Варшаве(2013)[26]
- «Лучший фильм» и «Приз зрительских симпатий»— Международный кинофестиваль GAFFA в Вене (2013)[27]
- «Приз зрительских симпатий» в секции Панорама — Польский кинофестиваль в Гдыне (Польша) (2013)[28]
- Official Selection — Международный кинофестиваль в Сопоте, Польша (2013)[29]
- Official Selection — Международный кинофестиваль в Сетубале FESTROIA, Португалия (2013)[30]
- Official Selection — Международный кинофестиваль в Праге FEBIOFEST, Чехия (2013)[10]